# Østlig filosofi
Østlig filosofi (eller med ældre udtryk østerlandsk filosofi eller Østens filosofi) omfatter den filosofi, der har sin oprindelse i Asien.
Østlig filosofi er således en bred betegnelse, der henviser til de filosofiske traditioner, som stammer fra Østasien og det bredere asiatiske område. Dette inkluderer filosofiske traditioner fra Kina, Indien, Japan, Korea og andre asiatiske kulturer. Mellemøsten og Rusland kan også inkluderes som en del af østlig filosofi, selv om disse områder ligger geografisk og kulturelt i overgangen mellem Øst og Vest.
Østlig filosofi fokuserer ofte på spørgsmål om etik, moral, åndelighed/spiritualitet, harmoni med naturen, og menneskets plads i universet. Den indeholder et bredt spektrum af skoler og tanker, herunder konfucianisme, taoisme, buddhisme, hinduisme, zen-buddhisme og mange andre. Disse filosofiske traditioner har udviklet sig gennem århundreder og har forskellige tilgange til at besvare fundamentale spørgsmål om eksistens, bevidsthed og det gode liv. Den østlige filosofi har flere ligheder med den vestlige filosofi, men den er generelt mere praktisk, dyb og erfaringsnær end især den vestlige akademiske fagfilosofi.

## Afgrænsning
Østlig filosofi henviser til den mangfoldige række af filosofiske traditioner, der er opstået og udviklet i den østlige del af verden, primært i Asien. Disse traditioner adskiller sig fra vestlig filosofi, som har sine rødder i det antikke Grækenland og Europa. Østlig filosofi omfatter en bred vifte af tanker, overbevisninger og praksisser, der har udviklet sig gennem tusinder af år og fortsætter med at påvirke østens kulturer og samfund.
Østlig filosofi kan således defineres som den filosofi, der har udviklet sig østligt for Vesten og dermed som geografisk adskilt fra vestlig filosofi. Således omfatter østlig filosofi de filosofiske tanker og livsanskuelser, der har haft deres ophav i Asien siden oldtiden. For nogle inkluderer østlig filosofi kun tankegange og livsanskuelser med oprindelse i Østasien og Sydasien, hvilket især vil sige Kina, Vietnam, Thailand, Sri Lanka, Pakistan, Bangladesh, Indien og Korea. Andre medregner imidlertid også filosofi fra Vestasien og Nordasien, som blandt andet omfatter Mellemøsten og Rusland.

## Emneområde
Østens filosofi lægger ofte vægt på indbyrdes forbundethed, harmoni med naturen, åndelig udvikling og forståelse af selvet i forhold til universet. Disse filosofier har haft en dyb indvirkning på forskellige aspekter af østlige kulturer, herunder kunst, litteratur, etik, politik og sociale strukturer. I dag studeres og respekteres mange østlige filosofiske begreber og praksisser verden over, hvilket bidrager til de globale diskussioner om spiritualitet, velvære og menneskelig forståelse.
Oprindeligt er den østlige filosofi især fokuseret på verdensforståelse, livskunst og spiritualitet. I dag er den østlige filosof dog meget bred og indeholder ikke bare de filosofiske discipliner, der svarer til de moderne vestlige, men har yderligere også et større fokus på det levede, det spirituelle og det politiske liv.
Østlige filosofiske traditioner indeholder ofte en stærk åndelig dimension, og åndelig indsigt er ofte en central del af deres mål. Mange østlige filosoffer er dybt engageret i at søge åndelig oplysning, frigørelse eller transcendens som en central del af deres filosofiske praksis. Dette kan omfatte meditation, kontemplation og spirituel selvudvikling. Selvom åndelig indsigt er en vigtig del af østlige filosofier, betyder det ikke, at tænkning eller filosofisk refleksion er udelukket. Østlige filosoffer udfører stadig dyb filosofisk tænkning og refleksion, og de bruger ofte disse mentale øvelser som en vej til at opnå åndelig indsigt.

## Forskel fra vestlig fagfilosofi
Den østlige filosofi er generelt set mere konkret, holistisk og anvendelsesorienteret end den moderne vestlige fagfilosofi, der til gengæld er mere abstrakt, akademisk og teoretisk end den østlige. Østlige filosoffer benytter ofte mere introspektive metoder, meditation og spirituelle praksis som en del af deres filosofi. Åndelige praksis er her ofte et vigtigt redskab til at opnå åndelig indsigt. Vestlige akademiske fagfilosoffer har til gengæld en tendens til at lægge større vægt på rationalitet, logik og analytisk tænkning. Argumentation og teoretisk refleksion spiller her en afgørende rolle.

## Indflydelse i Vesten
Østlig filosofi har påvirket Vesten allerede i oldtiden, og i senmiddelalderen og i nyere tid opstod en ny interesse for den i den vestlige verden. Østlig filosofi har de senere år fået en meget stor udbredelse i Vesten, både som ren litteratur og som konkret praksis inden for spiritualitet, meditation, yoga, kampsport, madlavning og sundhedsbehandling. Efter som østlig filosofi er blevet så udbredt som praksis blandt mange vestlige mennesker, er den i dag lige så kendt i Vesten som vestlig filosofi.
Den østlige filosofi er mere kendt i Vesten som praksis end som teori. Den østlige filosofi er dog også blevet læst i den vestlige verden. Blandt de mest kendte østlige filosofiske forfattere i Vesten er Jiddu Krishnamurti og Fjodor Dostojevskij.
Det er dog stadig almindeligt, at der kun undervises i vestlig fagfilosofi på filosofiuddannelser på vestlige universiteterne. Blandt flere vestlige fagfilosoffer findes der stadig en opfattelse af, at kun vestlig filosofi er rigtig filosofi, og den østlige filosofi ignoreres almindeligvis på universiteterne. I det 21. århundrede er der imidlertid opstået en stigende kritik af den vestlige akademiske fagfilosofi for at være eurocentrisk eller racistisk.